# Praia do Porto da Barra
Vista da praia, com o Forte de Santa Maria ao fundo, a partir do qual se estende a ruína do quebra-mar original que dá nome à praia.
A praia do Porto da Barra é uma praia de Salvador, município capital do estado brasileiro da Bahia. Está situada no bairro da Barra, banhada pela Baía de Todos os Santos e limita-se ao sul pela encosta que é formada pela Ladeira da Barra, passando pelo Hospital Espanhol indo até o Farol da Barra, passando pela fortaleza de Santa Maria. Esta praia possui uma pequena extensão de areia e é bastante frequentada aos fins de semana e feriados, possuindo uma pequena enseada de ondas calmas propícia ao banho de mar.
No limite do passeio, em pedras portuguesas, existe uma balaustrada de onde se tem uma vista para a Ilha de Itaparica e de onde pode-se apreciar o pôr-do-sol — um dos poucos locais do Brasil continental onde o poente ocorre sobre o mar, sendo relatado que, durante os fins de semana, dezenas de pessoas se reunem para ver e aplaudir o pôr-do-sol. Esta enseada termina antes da fortaleza de Santa Maria, a partir da qual as formações rochosas dificultam o banho. Existe também o Marco da Fundação da Cidade do Salvador, um monumento em forma de coluna com cruz portuguesa na ponta indicando o local do desembarque do primeiro governador-geral do Brasil Tomé de Sousa.
A abundância de vida marinha, correntes amenas e presença de corais torna o local atrativo ao mergulho em apneia e autônomo. Além disso, a praia é o local de chegada da competição esportiva de natação de águas abertas Travessia Mar Grande-Salvador. Sendo um dos pontos turísticos da Bahia, há vários hotéis e restaurantes ao redor. O editor do caderno de viagens do jornal britânico The Guardian apontou o Porto da Barra como uma das melhores praias do mundo. Em 2024, o Centro Internacional de Formación en Gestión y Certificación de Playas a classificou como a 80.ª melhor praia do mundo a partir da avaliação de 126 locais dos litorais da Argentina, Brasil, Canadá, Colômbia, Cuba, Equador, Espanha, Guatemala, México, Nova Zelândia, Peru, Porto Rico e Venezuela.